# Luxottica
Luxottica Group — итальянская компания, производитель очков. Самые известные бренды компании Ray-Ban, Persol и Oakley. Компания была основана в 1961 году. Штаб-квартира компании располагается в Милане, Италия. Основным рынком является Северная Америка (58 % выручки в 2018 году).

## История
Основатель компании Luxottica, Леонардо Дель Веккио, родился в 1935 году в Милане. В 1958 году он начал производство оправ для очков, а в 1961 году при финансовой поддержке двух своих клиентов основал в городе Агордо свою компанию Luxottica. Компания изначально ориентировалась на экспорт, основным рынком для неё стали США. К началу 1980-х годов на США приходилось более половины выручки компании, в то же время она лидировала на американском рынке оправ с долей 7 %. В конце 1980-х годов компания начала заключать лицензионные соглашения с известными дизайнерами, такими как Джорджио Армани, Валентино и Ив Сен-Лоран. В январе 1990 года Luxottica провела размещение своих ADR на Нью-Йоркской фондовой бирже, она стала первой итальянской компанией, имевшей листинг акций в США, не имея его в Италии. В 1995 году за 1,4 млрд долларов была поглощена United States Shoe Corporation, владевшая несколькими сетями магазинов обуви, одежды и оптики, в частности сетью LensCrafters, включавшую 700 магазинов оптики. Также в 1995 году был куплен итальянский производитель солнцезащитных очков Persol. В 1999 году было куплено подразделение солнцезащитных очков производителя оптики Bausch & Lomb; это подразделение включало бренды Ray-Ban, Killer Loop, Revo и Arnette. В 2000 году Luxottica разместила свои акции на Миланской фондовой бирже. В 2001 году была куплена компания Sunglass Hut, владевшая сетью из 2000 магазинов оптики, эта покупка сделала Luxottica крупнейшим в мире оператором розничной торговли очками, оборот за 2001 год составил более 3 млрд евро.
В январе 2017 года Luxottica объявила о слиянии с Essilor. Объединённая компания будет контролировать более четверти глобальных продаж очков. В марте 2018 года Европейская комиссия безоговорочно одобрила слияние компаний Essilor и Luxottica. 1 октября 2018 года была создана новая холдинговая компания EssilorLuxottica, в результате чего совокупная рыночная капитализация составила около 70 миллиардов долларов.
Леонардо Дель Веккио скончался 27 июня 2022 года.

## Деятельность
Luxottica — это вертикально интегрированная компания, которую называют монополистом: она разрабатывает, производит, распространяет и продает свои бренды очков через такие компании, как LensCrafters, Sunglass Hut, Apex by Sunglass Hut, Pearle Vision, Target Optical и Glasses.com. Она также владеет EyeMed, одной из крупнейших компаний по страхованию здоровья глаз.
Luxottica также производит солнцезащитные очки и оправы по лицензии для таких дизайнерских брендов, как Chanel, Prada, Giorgio Armani, Burberry, Versace, Dolce and Gabbana, Michael Kors, Coach, Miu Miu и Tory Burch.

## Владелец брендов
- Alain Mikli
- Arnette
- Eye Safety Systems (ESS)
- Killer Loop (K&L)
- Luxottica
- Mosley Tribes
- Oakley — с 2007 года
- Oliver Peoples
- Persol — с 1995 года
- Ray-Ban — с 1999 года
- Revo — Люксоттика обладала этим брендом с 1999 по 2013 год. В августе 2013 года бренд REVO продан Sequential Brands за 20 млн долларов[11][12][13]
- Sferoflex
- Vogue-Eyewear

## Выпускает товары по лицензии
- Anne Klein
- Armani
- Brooks Brothers
- Bulgari
- Burberry
- Chanel
- Chaps
- Club Monaco
- D&G
- Dolce&Gabbana
- DKNY
- Donna Karan
- LensCrafters
- Miu Miu
- Polo Ralph Lauren
- Paul Smith
- Prada
- Ralph Lauren Purple Label
- Ralph
- Ralph Lauren
- Stella McCartney
- Tiffany & Co.
- Tory Burch
- Versace
- Versus